# Морозов, Иван Осипович
Иван Осипович (Иосифович) Морозов (28 декабря 1904 — 10 октября 1958) — советский военачальник, генерал-лейтенант артиллерии (1953)

## Биография
Иван Осипович (Иосифович) Морозов родился 28 декабря 1904 года в селе Парском ныне в Родниковском районе, Ивановская область. Здесь окончил приходскую школу, а потом — Майдаковское ремесленное училище.
Трудовую деятельность начал на текстильной мануфактуре «Большевик» в г. Родники.
С 1920 он работал там столяром, был принят в комсомол, и в 1924 году направили в военное училище.
В 1928 году окончил Московскую артиллерийскую школу имени Красина и получил назначение в войска. Служил в разных артполках в должностях командира взвода, батареи, артдивизиона, начальника штаба полка, начальника полковой школы, заместителя командира полка.
В январе 1940 года майор Морозов получил первое боевое крещение. Довелось ему штурмовать «линию Манергейма» — хорошо укрепленные позиции белофиннов на Карельском перешейке. За смелость и решительность, умелое руководство боем, организацию разведки и взаимодействия огневых средств и пехоты начальник штаба 343-го артполка Иван Морозов был награждён орденом Красного Знамени.
В историю Великой Отечественной войны вошла героическая эпопея обороны полуострова Ханко. Фашисты бомбили героический гарнизон, штурмовали полуостров, но советские воины более пяти месяцев отражали атаки врага с суши, моря и воздуха. Выдвинутым на переднюю линию обороны 343 полком командовал майор И. О. Морозов. Фашисты натолкнулись на хорошо организованную оборону, понесли большие потери и овладели полуостровом Ханко лишь после организованного отхода наших войск в район города Ленинграда, где сосредотачивались наши войска для длительной обороны.
Став начальником артиллерии 136 стрелковой дивизии, полковник И. О. Морозов участвовал в прорыве фашистской блокады Ленинграда, обеспечивая огневой поддержкой войска Ленинградского и Волховского фронтов. За умелые действия артиллерией он был выдвинут на должность командующего артиллерией 30-го Гвардейского корпуса. В этой должности полковник Морозов снимал блокаду с Ленинграда, освобождал города — Красное Село, Пушкин, Гатчину, Выборг и другие. После Выборгской операции, в которой особенно отличились артиллеристы Морозова, Финляндия была вынуждена выйти из войны.
В октябре 1944 года Морозов получил назначение командующим артиллерией 3-й Ударной армии, которая участвует в освобождении Эстонии, Латвии и ликвидации Курляндской группировки фашистов. Затем 3-ю ударную армию перебрасывают на Первый Белорусский фронт — под Варшаву, и на Берлинское направление, под командованием Г. К. Жукова.
В марте 1945 года артиллеристы Морозова приняли участие в прорыве так называемого Померанского вала противника. После боев в Восточной Померании артиллеристы Морозова оказываются на главном направлении удара — Кюстринском плацдарме, с которого развертывается наступление на Берлин. Они соревнуются между собой за право первого выстрела по столице фашистского рейха.
30 апреля 1945 года артиллерия 3-й Ударной армии первая открыла огонь по Берлину и обеспечила выход нашей пехоты на улицы фашистской столицы. Воины 3-й армии первыми ворвались в пределы Большого Берлина, пробились к центру города, штурмовали рейхстаг, водрузили над ним Знамя Победы. Иван Осипович очень гордился, что в уличных боях в Берлине его армии были поручены захват Рейхстага, фюрера и водружение Знамени Победы над Берлином. За блестяще проведённую операцию по штурму Берлина он был награждён орденом Суворова 1-й степени.

Могила Морозова и его супруги

В послевоенные годы Морозов командовал артиллерией 3-й Ударной армии, а в мрте 1952 года был назначен командующим артиллерией Уральского военного округа, которым в то время командовал Маршал Советского Союза Г. К. Жуков.
В августе 1953 года Ивану Осиповичу Морозову было присвоено звание генерал-лейтенанта артиллерии.
В 1955 году генерал-лейтенант артиллерии И. О. Морозов учился на высших командных курсах в Москве, по окончании которых был назначен командующим артиллерией Белорусского военного округа. На этом посту 10 октября 1958 года он неожиданно скончался, и был похоронен в Минске.
В 1987 году по решению общественности города Ленинграда, могила Морозова из города Минска была перенесена в город-герой на Неве, где Морозов стоял в обороне и прорывал кольцо фашистской блокады.

## Награды

### СССР
- два орден Ленина (15.11.1950)
- пять орденов Красного Знамени (11.04.1940, 10.02.1943, 21.06.1944, 03.11.1944, 05.11.1954)
- орден Суворова I степени (31.05.1945)
- орден Суворова II степени (21.02.1944)
- орден Кутузова II степени (06.04.1945)
- орден Отечественной войны I степени (01.10.1944)
- Медали СССР

Приказы (благодарности) Верховного Главнокомандующего в которых отмечен Иван Морозов
- За овладение городами Бервальде, Темпельбург, Фалькенбург, Драмбург, Вангерин, Лабес, Фрайенвальде, Шифельбайн, Регенвальде и Керлин — важными узлами коммуникаций и сильными опорными пунктами обороны немцев в Померании. 4 марта 1945 года. № 288.
- За овладение городами Бельгард, Трептов, Грайфенберг, Каммин, Гюльцов, Плате — важными узлами коммуникаций и сильными опорными пунктами обороны немцев в Западной Померании. 6 марта 1945 года. № 292.
- За овладение городами Франкфурт-на-Одере, Вандлитц, Ораниенбург, Биркенвердер, Геннигсдорф, Панков, Фридрихсфелъде, Карлсхорст, Кепеник и вступление в столицу Германии Берлин. 23 апреля 1945 года. № 339.
- За овладение столицей Германии городом Берлин — центром немецкого империализма и очагом немецкой агрессии. 2 мая 1945 года. № 359.

### Иностранные награды
- Орден «Крест Грюнвальда» II степени ПНР, (1945)
- Медаль «За Варшаву 1939—1945» (ПНР, (1945)
- Медаль «За Одер, Нейсе, Балтику» (ПНР, (1945)